# Європейська історія
«Європейська історія» (рос. «Европейская история») — радянський художній фільм 1984 року режисера  Ігоря Гостєва.

## Сюжет
Дія відбувається у 1980-ті роки. В якомусь західноєвропейському місті починається політична боротьба за крісло мера. У сутичку вступають соціал-демократ доктор Хайден і «вільний націоналіст» Олден, пов'язаний зі спецслужбами та «американським імперіалізмом». Головний герой, незалежний політичний оглядач Петер Лоссер, стає об'єктом шантажу, але не змінює своїх намірів викрити Олдена. В ході передвиборчої боротьби жертвою став Хайнц Ренке, журналіст однієї з місцевих газет, який передав Лоссеру компрометуючий Олдена матеріал.

## У ролях
| Актор                  | Роль                                                 |
| ---------------------- | ---------------------------------------------------- |
| В'ячеслав Тихонов      | політичний оглядач «Tribune» Петер Лоссер            |
| Леонід Філатов         | репортер газети «Express» журналіст Хайнц Ренке      |
| Беата Тишкевич         | дружина Лоссера Анна                                 |
| Анна Тихонова          | дочка Лоссера Валерія                                |
| Володимир Шевельков    | син Лоссера Тоні                                     |
| Альгімантас Масюліс    | представник ЦРУ Коллер                               |
| Юозас Будрайтіс        | керівник передвиборчої кампанії Хайдена Ніколс       |
| Тамара Акулова         | наречена Хайнца Ренке Грета Лист                     |
| Владислав Стржельчик   | мер округу і кандидат від партії «SDP» доктор Хайден |
| Ромуальдас Раманаускас | кандидат в мери округу від партії «NDP» Олден        |
| Паул Буткевич          | керівник організації «Едельвейс» Френк Голлан        |
| Станіслав Мікульський  | редактор комуністичної газети Пауль Гамелін          |
| Хейно Мандрі           | керівник сталевого тресту Адольф Шульман             |
| Леонід Ярмольник       | Журналіст                                            |
| Ервін Кнаусмюллер      | депутат                                              |
| Володимир Лаптєв       | епізод                                               |
| Івар Калниньш          | диктор телеканалу SBS                                |
| Леонід Оболенський     | депутат                                              |
| Валентин Нікулін       | людина в барі                                        |
| Рейно Арен             | лідер партії «NDP»                                   |
| Людмила Давидова       | дружина Лота                                         |

## Знімальна група
- Автори сценарію:  Ігор Гостєв,  Микола Леонов
- Режисер-постановник:  Ігор Гостєв
- Оператор-постановник: Анатолій Іванов
- Художник-постановник:  Михайло Богданов,  Володимир Донсков
- Композитор:  Андрій Петров